# Galaktyka Seyferta

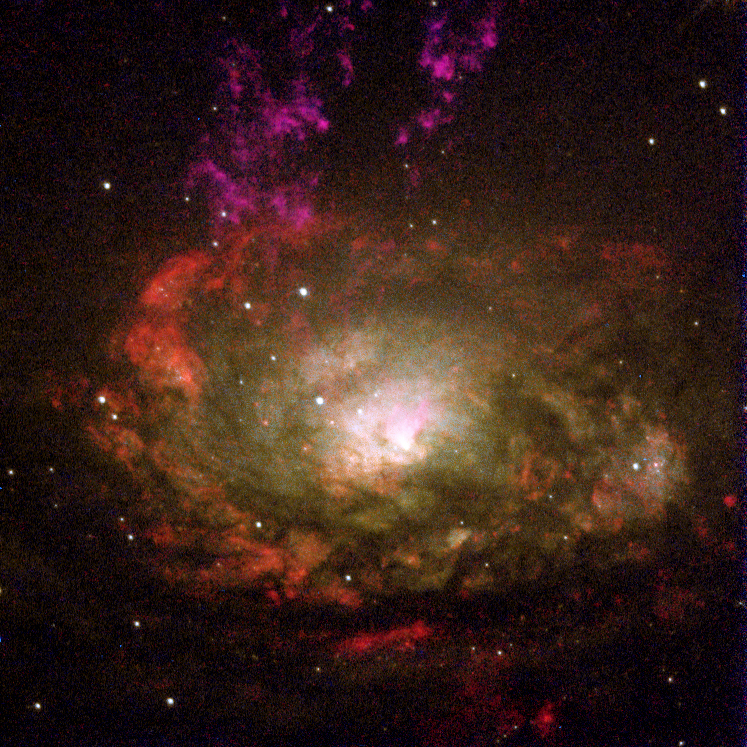
Galaktyka Cyrkla, Seyfert typu 2

Galaktyka Seyferta – rodzaj galaktyki, spiralnej bądź nieregularnej, charakteryzującej się jądrem o dużej jasności. Źródłem promieniowania jest najprawdopodobniej materia spadająca na czarną dziurę. Jasność jądra może zdominować jasność całej galaktyki. Emisja światła przez jądro zmienia się w okresie mniejszym niż rok, co oznacza, że obszar emitujący musi mieć średnicę mniejszą niż rok świetlny.
Nazwa tego typu galaktyk wywodzi się od astronoma Carla Seyferta, który badał je obszernie w latach 40. XX w. Galaktyki Seyferta należą do podklasy galaktyk aktywnych.
Galaktyki Seyferta charakteryzują się bardzo jasnymi jądrami oraz widmami, w których występują jasne linie emisyjne wodoru, helu, azotu i tlenu. Te linie emisyjne wykazują silne przesunięcia dopplerowskie (zarówno w kierunku fal krótkich, jak i długich, co powoduje, że linie ulegają poszerzeniu), które wskazują na prędkości rzędu 500 do 4000 km/s i uważa się, że miejscem ich pochodzenia są rejony dysku akrecyjnego otaczającego centralną czarną dziurę. Każda część dysku ma inną prędkość względem nas i im szybciej gaz rotuje wokół czarnej dziury, tym szersza będzie linia. Uważa się, że węższe linie pochodzą z zewnętrznych części dysku, gdzie prędkość obrotowa jest mniejsza, podczas gdy szersze powstają bliżej czarnej dziury. Jest to potwierdzone tym, że nie dokonano detekcji zmian wąskich linii, co wskazuje na to, że obszar emitujący jest duży, w przeciwieństwie do szerokich linii, które mogą podlegać zmianom w relatywnie krótkich odstępach czasu. Galaktyki Seyferta wykazują również silną emisję w zakresie radiowej, podczerwonej, ultrafioletowej oraz X części widma.
Seyferty zostały początkowo sklasyfikowane jako typ 1 lub 2, w zależności od tego, czy widma wykazują szerokie i wąskie, czy tylko wąskie linie. Teraz nadaje się im cząstkową klasyfikację (dokładniejszą, z podaniem wartości w przedziale 1-2 z dokładnością do pierwszego miejsca po przecinku), zależącą od względnej siły wąskich i szerokich składników widma (na przykład typ 1,3 lub 1,7). Uważa się, że zarówno węższe, jak i szersze linie wywodzą się z dysku akrecyjnego, lecz w typie 2 galaktyk Seyferta dochodzi do zaniku szerokich składników widma w wyniku ich przesłonięcia pyłem znajdującym się w bezpośrednim otoczeniu aktywnego jądra (tzw. torus pyłowy) lub też przez pył galaktyki macierzystej w przypadku dużego kąta, pod jakim obserwujemy galaktykę. W niektórych galaktykach typu 2 szeroki składnik może być obserwowany w świetle spolaryzowanym, przy czym uważa się, że światło z obszarów o szerokich liniach ulega rozproszeniu przez gorące, gazowe halo otaczające jądro, pozwalając zobaczyć je niebezpośrednio. Ten efekt został po raz pierwszy dostrzeżony przez Antonucciego i Millera na galaktyce Seyferta typu 2 NGC 1068.